# 피롤로부스속
피롤로부스속은 피로딕티움과의 한 속이다.